# The Spectre
The Spectre (dt. Das Schreckgespenst) ist der Titel einer Reihe von Comicveröffentlichungen die seit 1940 von dem US-amerikanischen Verlag DC-Comics herausgegeben werden.
Die Spectre-Comics, die genremäßig eine Mischung aus den Genres des Science-Fiction-Comic und des Grusel-Comics darstellen, handeln von einem mit gottgleicher Macht ausgestatteten Gespenst, das von sich behauptet, der personifizierte Zorn Gottes zu sein. Gelegentlich inkorporieren die Spectre-Geschichten zudem mehr oder weniger ausgeprägte Elemente der Sub-Genres des Mystery- und/oder des Superhelden-Comics.

## Veröffentlichung

### Geschichte
Die Schöpfer der Hauptfigur der Spectre-Geschichten, einem gleichnamigen Gespenst, das sich auch als „Spirit of Vengeance“, „Spirit of Redemption“, „Avenging Wrath of God“, „The Man of Darkness“ oder „Raguel“ (ein Neologismus aus engl. rage [„Zorn“] und angel [„Engel“]) bezeichnet, waren der Autor Jerry Siegel und der Zeichner Bernard Baily, die die Figur erstmals im Comicheft More Fun Comics #52 vom Februar 1940 vorstellten.
Nachdem der Charakter in seiner Debütgeschichte auf ein hinreichend positives Echo gestoßen war, veröffentlichte DC die 1940er Jahre hindurch weitere Spectre-Geschichten, die in Serien wie More Fun Comics und All Star Comics veröffentlicht wurden. Zum letzten Mal erschien Spectre dabei in US-More Fun Comics #101 vom Januar/Februar 1945. Im weiteren Verlauf der 1940er Jahre wurde der Spectre-Charakter zunächst zu einer Nebenfigur in der Reihe um den trotteligen Polizisten „Percival Popp, the Super Cop“ degradiert – dessen Schutzengel er mimen musste – bevor er schließlich völlig aus den DC-Comics verschwand.
Mitte der 1960er Jahre betraute DCs leitender Redakteur Julius Schwartz den Autoren Gardner Fox und den Zeichner Murphy Anderson damit, die Gestalt des rächenden Geistes herzunehmen und eine kleine Anzahl neuer Spectre-Geschichten zu produzieren. Diese neuen Geschichten von Fox und Anderson ließ Schwartz 1966 testweise in der Ausgabe #60 der Anthologie-Serie Showcase und in den Ausgaben #72 und #75 der Anthologie-Serie The Brave and the Bold veröffentlichen. Nachdem diese Geschichten auf positive Resonanz bei den Lesern von Showcase gestoßen waren, ließ Schwartz eine eigene nach dem Hauptcharakter selbst benannte Spectre-Serie starten, deren erste Ausgabe im November/Dezember 1967 auf den Markt kam. Diese Serie erreichte insgesamt zehn in zweimonatlichem Erscheinungsmodus publizierte Ausgaben, von denen die letzte im Mai/Juni 1969 erschien.
Zwischen Januar/Februar 1974 und Juli/August 1975 wurden zehn neue Spectre-Geschichten in der alle zwei Monate erscheinenden Serie Adventure Comics veröffentlicht (in US-Adventure Comics #431 bis #440). Als Autor fungierte dabei zumeist Michael Fleisher, die Zeichnungen besorgte in der Regel Jim Aparo. Charakteristisch für diese Geschichten war die Grausamkeit, mit der der Spectre als rächender Geist Übeltäter der „Gerechtigkeit“ zuführte. Häufig gipfelten Geschichten in drastischen Bestrafungsszenen, die von Aparo bildkräftig umgesetzt wurden. So wurden Kriminelle einmal vom Spectre bei lebendigem Leib wie Wachs geschmolzen, ein anderes Mal in Holzscheite transformiert und in einem Sägewerk verarbeitet und wieder ein anderes Mal in Glas transformiert und dann mit einem Vorschlaghammer zertrümmert. 1988 wurden die zehn Geschichten von Fleischer und Aparo, sowie ein altes, seinerzeit unverwirklicht gebliebenes Skript für die Ausgabe #435, das Aparo nun nachträglich umsetzte, zusammen mit zwei weiteren Horrorgeschichten als vierteilige Miniserie unter dem Titel Wrath of the Spectre neu aufgelegt (Veröffentlichungsdatum Vol. 1: November/Dezember 1967 bis Mai/Juni 1969). 2005 wurden diesen Geschichten als Sammelband nachgedruckt.
Nach einer langjährigen Veröffentlichungspause entschied DC 1987 einen Neustart der Serie zu wagen (Vol. 2: April 1987 bis November 1989). Diese lief kurz nach der Crisis on Infinite Earths an, erschien in monatlichem Rhythmus und erreichte bis zu ihrer Einstellung im Ende 1989 einunddreißig Ausgaben sowie eine als Annual betitelte Sonderausgabe.
Eine dritte Spectre-Serie (Vol. 3) lief schließlich im Dezember 1992 an und lief – abermals im Monatstakt veröffentlicht – bis Februar 1998. Diese Serie erreichte dreiundsechzig Ausgaben, sowie ein Annual und eine als Nummer #0 (Zero Hour: Crisis in Time; 1994) betitelte Sonderausgabe der regulären Serie.
Vom März 2001 bis Mai 2003 erschien schließlich die bislang letzte Spectre-Serie (Vol. 4), die siebenundzwanzig Ausgaben erreichte.

### Autoren und Zeichner
Zu den Autoren, die für The Spectre geschrieben haben, zählen insbesondere solche Verfasser, die vom durchschnittlichen Comicautoren deutlich abweichen. So der Journalist Doug Moench (2. Serie), der ehemalige Theologe John Ostrander (3. Serie) und der esoterischen Vorstellungen anhängende Schriftsteller John Marc DeMatteis (4. Serie).
Die Liste der Zeichner, die an The Spectre gearbeitet haben, umfasst dabei solche Namen wie Jim Aparo, Neal Adams und Tom Mandrake.

## Handlung

### Hintergrund
Ausgangspunkt der Spectre-Geschichten ist die biblische Vorzeit. Zu jener Zeit erschafft Gott aus Unzufriedenheit mit der durch allerlei Frevel und Verfehlungen geprägten menschlichen Zivilisation den Spectre, ein schier allmächtiges Wesen, das er als lebendige Verkörperung seines Zornes („Wrath of God“ oder auch „Raguel“ [ein Kunstwort auch rage und angel das in etwa „Racheengel“ oder „wütender Engel“ bedeutet]) auf die Menschheit loslässt. Optisch gleicht dieses Wesen einem kreideweißhäutigen (in einigen älteren Geschichten grauhäutigen) Menschen in einem grünen (manchmal blauen) Kapuzenumhang. In späteren Geschichten wird dies leicht variiert. Anstatt dass Gott den Spectre aus dem Nichts erschafft, nimmt er für diesen einen Engel namens Aztar, der sich an Luzifers Aufstand gegen die Allmacht beteiligt hat, und verwandelt ihn zur Strafe für seine Erhebung in den Spectre. Zur Buße für seine Taten muss Spectre einerseits als Wächter das Tor zur Hölle bewachen, andererseits als Rachegeist über die Erde wandeln.
Fortan sucht der Spectre regelmäßig Menschen heim, die irgendeine Schuld auf sich geladen haben, um diese unbarmherzig zu verfolgen und zu bestrafen. So schreiben die Spectre-Comics ihm etwa die Zerstörung der sündigen Städte Sodom und Gomorrha und Jericho zu, die er zerstört haben soll, um ihre Bewohner für ihren frevelhaften Lebenswandel büßen zu lassen.
Die Macht über die der Spectre gebietet, ist seinem göttlich-magischen Ursprung entsprechend schier unbegrenzt. So kann er toter Materie Leben einhauchen, dem ihn umgebenden Ektoplasma feste Form geben, Menschen in sein Inneres ziehen, wo sie seinem Willen unterliegen und in die Gedanken und die Seelen seiner Opfer eindringen, um diese heimzusuchen.
Anlässlich der Geburt Jesu Christi wird der Spectre schließlich von Gott in den sogenannten „Limbus“ verbannt, da die Rache, die er verkörpert und das von Jesus verkündete Prinzip der Vergebung nicht nebeneinander existieren können. Später, nach dem Tod Jesu, kehrt der Spectre auf die Erde zurück, wird aber, um seine Aggressivität in Zaum zu halten, auf Gottes Weisung vom Erzengel Michael mit der Seele eines verstorbenen Menschen verbunden.

### Spectre-Wirte
Der erste Mensch, mit dem der Spectre verbunden wird, ist ein Inder namens Caraka. Caraka verfällt schließlich den Verlockungen Satans und wird wieder vom Spectre getrennt, so dass die Aufgabe, als mäßigender „Anker“ des Rachegeistes zu fungieren, der Seele eines anderen Toten überantwortet wird. Damit beginnt eine lange Tradition, die schließlich bis ins 20. Jahrhundert reicht. Zu dieser Zeit übernimmt schließlich der tote Polizist Jim Corrigan, der Hauptcharakter der ersten Spectre-Comics und der ersten drei Serien (erschienen zwischen 1940 und 1998), die Aufgabe, den „Zorn Gottes“ zu bändigen.

#### Jim Corrigan
Jim Corrigan wird um 1900 als Sohn des brutalen und frömmlerischen Wanderpredigers Jebediah Corrigan geboren. Noch als Kind flieht er aus dem Haus seines Vaters und schlägt sich alleine durch. In den 1930er Jahren wird Corrigan Polizist in New York City. Dort steigt er nach und nach in der Polizeibehörde bis zum Leutnant auf und heiratet eine Frau namens Clarice Wilson. Aufgrund seines energischen und skrupellosen Vorgehens als Polizist macht Corrigan sich nach und nach immer mehr Feinde. Einer dieser Feinde, der Bandenchef „Gats“ Benson, lässt Corrigan schließlich ermorden und seine Leiche mit „Zementschuhen“ im Hudson River versenken.
Da Corrigans rasender Zorn auf seine Mörder selbst im Jenseits noch andauert, beschließt Gott (der nur als körperlose Stimme „erscheint“) schließlich, ihm den Eintritt ins Himmelsreich zu versagen und ihn stattdessen als den neuen „Anker“ des Spectres (dem personifizierten Zorn Gottes) in die Welt der Menschen zurückzuschicken.
Als Spectre rächt Corrigan sich zunächst an seinen eigenen Mördern und sucht fortan regelmäßig solche Menschen heim, die irgendeine Schuld auf sich geladen haben und lässt sie für ihre Verfehlungen büßen. Charakteristisch ist dabei die extrem grausame Art und Weise, mit der er Vergeltung an seinen Opfern übt.
Die Rolle des „Ankers“ des Spectres füllt Corrigan in der Folge in allen „Spectre“-Geschichten zwischen 1940 und 1998 aus. Der Aspekt des Spectres als Rachegeist wurde im Laufe der Jahrzehnte unterschiedlich akzentuiert. Während er in den Geschichten von Michael Fleisher in den 1970er Jahren im Vordergrund stand, wurde er in den Spectre-Geschichten von Doug Moench in den 1980er Jahren, in denen der Spectre sich einem Detektivbüro anschließt, das mit der Untersuchung mysteriöser Kriminalfälle befasst ist, deutlich in den Hintergrund gestellt.
Die Spectre-Geschichten von John Ostrander in den 1990er Jahren stellen das Rachemotiv erneut in den Vordergrund. Zugleich bemühen sie sich darum, den Leser dazu anzuregen, die Berechtigung der Handlungen des Spectres zu hinterfragen, indem sie ihn in moralisch ambivalente Situationen rücken, die seinen Rachetaten einen fragwürdigen Licht erscheinen lassen. So bestraft der Spectre einmal den gesamten Staat New York für die Hinrichtung eines Unschuldigen, ein anderes Mal bestraft er eine Frau, die ihren prügelnden Ehemann im Schlaf ermordet hat und in wieder einer anderen Geschichte bestraft er eine greise Frau auf dem Totenbett für einen Mord, den sie siebzig Jahre zuvor begangen hat. In einer Geschichte löscht der Spectre sogar einen ganzen Staat, das fiktive Land Vlatavia, aus, da seiner Meinung nach die gesamte Bevölkerung des Landes durch ihre Beteiligung an einem Bürgerkrieg Schuld auf sich geladen hat. Einzig zwei Politiker, die Führer der beiden Protestparteien, lässt er am Leben.
Zu den mysteriösen und esoterischen Themen, die die Serie zu dieser Zeit anschneidet, zählen Spectres Suche nach dem „amerikanischen Talisman“, der angeblich die Seele Amerikas in sich trägt und die Begegnung mit Gaia, der Personifizierung der Erde, die der Spectre nach dem vorübergehenden Erlöschen der Sonne wärmt, bis sie neuentzündet werden kann.
Andere Geschichten zeigen den Spectre in klassischen Superhelden-Szenarions. So erlebt er Abenteuer mit Helden wie Superman und Batman und liefert sich Zweikämpfe mit Superschurken wie dem Schamanen oder Parallax. Ein häufiger Widersacher ist auch der Dämon Eclipso, der einigen Versionen zufolge ein Vorgänger des Spectres als Personifizierung des göttlichen Zorns ist, mittlerweile aber eigene, abtrünnige, böse Wege geht.
Im letzten Hefte der dritten Spectre-Serie findet Corrigan 1998 endlich seinen Frieden und geht erlöst in die Nachwelt ein.

#### Hal Jordan
Nach dem Jim Corrigan erlöst in die Nachwelt übergegangen ist, folgt ihm in der Miniserie Das jüngste Gericht von 1999 der verstorbene Testpilot Hal Jordan, der als Superheld Green Lantern jahrzehntelang im Mittelpunkt der gleichnamigen Reihe von Science-Fiction-Comics stand, in der Rolle des Spectres nach. Während der Spectre zu der Zeit, als Corrigan sein Wirt war, seine Aufgabe vor allem darin sah, Rache an den Schuldigen zu üben (Spirit of Revenge), ändert sich seine Sicht der Dinge unter Jordans Einfluss dahin, dass er den Schuldigen Erlösung (Spirit of Redemption) zukommen lassen möchte.

#### Crispus Allen
Im Infinite Crisis-Handlungsstrang von 2006 geht die Rolle als Spectres Anker schließlich auf den ermordeten schwarzen Polizisten Crispus Allen über (US-Gotham Central #38; 2006), dessen toten, im Leichenschauhaus lagernden Körper der Spectre übernimmt.